# Enzymkinetik
Enzymkinetik er studiet af de kemiske reaktioner, der katalyseres af enzymer med fokus på deres reaktionshastighed. Studiet af et enzyms kinetik afslører den katalytiske mekanisme for det pågældende enzym, dets rolle i stofskiftet, hvordan dets aktivitet er kontrolleret og hvordan et medikament eller en gift muligt kan inhibere enzymet.
Enzymer er normalt proteinmolekyler, der manipulerer med andre molekyler – enzymernes substrater. Disse målmolekyler binder til et enzyms aktive site og bliver dernæst omdannet til produkter gennem en serie af trin kendt som enzymatisk mekanisme. Disse mekanismer kan opdeles i enkelt-substrat- og multi-substrat-mekanismer.
Kinetikstudier på enzymer, der kun binder ét substrat, såsom Triosefosfatisomerase, stiler efter at måle affiniteten med hvilken enzymerne binder dette substrat og turnoverhastigheden.
Når enzymer binder flere substrater, såsom dihydrofolatreduktase (vist til højre), kan enzymkinetik også vise den sekvens hvormed substraterne binder og den sekvens i hvilken produkter afgives. Et eksempel på enzymer, der binder et enkelt substrat og afgiver flere produkter er proteaser, som kløver ét proteinsubstrat til to polypeptidprodukter. Andre sammenføjer to substrater, såsom DNA-polymerase, der linker et nukleotid til DNA. Selvom disse mekanismer ofte er en kompleks række trin, er der typisk ét hastighedsbestemmende trin, der bestemmer den overordnede kinetik. Dette hastighedsbestemmende trin kan være en kemisk reaktion eller en konformationsændring af enzymet eller substrat(erne), såsom dem der er involveret i afgivelsen af produkt(er) fra enzymet.
Kendskab til enzymets struktur er hjælpsom når kinetiske data skal fortolkes. For eksempel kan strukturen foreslå hvordan substrater og produkter binder under katalyse; hvilke ændringer der forekommer under reaktionen; og endda en bestemt aminosyrerests rolle i mekanismen. Nogle enzymer ændrer væsentligt form under mekanisme; i disse tilfælde er det hjælpsomt at bestemme enzymets struktur med og uden bundne substratanaloger, der ikke undergår enzymatisk reaktion.
Ikke alle biologiske katalysatorer er proteinenzymer; RNA-baserede katalysatorer såsom ribozymer og ribosomer er essentielle for mange cellulære funktioner, såsom RNA-splicing og translation. Den største forskel mellem ribozymer og enzymer er, at RNA-katalysatorerne udøver et mere begrænset sæt reaktioner, selvom deres reaktionsmekanismer og kinetik kan analyseres og klassificeres med de samme metoder.